# Paul Andrich
Paul Andrich (* 1640 in Homburg vor der Höhe; † 5. Juli 1711 in Brüel) war  Baumeister und Hofalchemist des Landgrafen Friedrich von Hessen-Homburg und Hofbaurat des Herzogs Friedrich von Mecklenburg-Grabow.

## Leben
Paul Andrich leitete von 1674 an die Bergwerke, die sich im Besitz des Landgrafen Friedrich von Hessen-Homburg befanden. Für ihn war er auch als Baumeister in
Weferlingen, Neustadt (Dosse) und Oebisfelde tätig. Als Hofbaurat war er maßgeblich am Neubau des Schlosses Homburg in den Jahren 1680 bis 1685 beteiligt und auch für die Planung der Homburger Neustadt sowie die Gründung einer Glashütte verantwortlich.
Nach diesen Arbeiten war er von 1695 an als Hofbaurat des Herzogs Friedrich von Mecklenburg-Grabow tätig.

## Sonstiges
1673/1674 fertigte er für Friedrich von Hessen-Homburg eine Prothese, die mit silbernen Scharnieren und mit Federn geschmückt war. Der  Beiname „Landgraf mit dem silbernen Bein“ ist auf diesen Umstand zurückzuführen.